# Daewoo K5
Пістолет K5 — розроблений південнокорейською компанією Daewoo Precision Industries (зараз має назву SNT Motiv) у 1984—1988 рр.. Пістолет вийшов на світовий ринок зброї в 1991 році під назвою «DP51». Роком раніше ця зброя була прийнята на озброєння армії Південної Кореї під позначенням K5.

## Варіанти
- XK5: Експериментальний прототип.
- K5: Стандартний взірець масового виробництва.
  - DH380: Цивільна версія K5 під патрон .380 ACP.
  - DH40: Цивільна версія K5 під патрон .40 S&W.[1]
  - DH45: Цивільна версія K5 під патрон .45 ACP.
  - DP51: Цивільна версія K5.[1]
    - DP51C: Компактна версія DP-51.[1]

## У комп'ютерних іграх
- Зустрічається в грі Point Blank і в ряді шутерів від корейських розробників.